# نوویانبکوو
نوویانبکوو (انگلیسی: Novoyanbekovo) یک شهرک در شهرستان داولکانوفسکی در استان باشقیرستان کشور روسیه است.